# Sciara brevipetiolata
Sciara brevipetiolata är en tvåvingeart som först beskrevs av Günther Enderlein 1911.  Sciara brevipetiolata ingår i släktet Sciara och familjen sorgmyggor. Inga underarter finns listade i Catalogue of Life.